# Зейтунская епархия
Зейтунская епархия Киликийского патриархата Армянской Апостольской церкви (арм. Հայ Առաքելական եկեղեցու Կիլիկիայի պատրիարքության Զեյթունի թեմ) — упразднённая после Геноцида армян 1915 года архиепископская епархия Армянской Апостольской церкви бывшая в составе Киликийского патриархата с центром в городе Зейтун (сегодня это посёлок под названием Сюлейманлы).
В юрисдикцию Зейтунской епархии входили территории Зейтунской и Эндерунской каз Османской империи. По данным на 1911 год количество верующих Армянской Апостольской церкви — 20.000, общин — 20, также верующих армян-протестантов — 500, верующих Армянской Католической церкви — 500. 
Епархия имела 14 церквей.